# Eta1 Pictoris
Eta1 Pictoris (η1 Pic) es una estrella en la constelación de Pictor de magnitud aparente +5,39.
Se encuentra a 85 años luz del sistema solar y su máximo acercamiento a la Tierra tuvo lugar hace 1,1 millones de años, cuando estuvo a 24,3 años luz de distancia.
La estrella conocida más cercana a ella es HD 30278, a poco más de 10 años luz.

## Características
Eta1 Pictoris es una estrella blanco-amarilla de la secuencia principal de tipo espectral F5V, similar a ψ Capricorni, 58 Ophiuchi o 6 Ceti.
Tiene una temperatura superficial de 6632 K y su luminosidad es 4,1 veces superior a la luminosidad solar.
Gira sobre sí misma con una velocidad de rotación proyectada de 22,7 km/s, lo que conlleva que su período de rotación es, como máximo, de 3,28 días.
Posee un contenido metálico un 41% más alto que el del Sol, siendo su índice de metalicidad [Fe/H] = +0,15.
Tiene una masa un 36% mayor que la masa solar y tiene una edad comprendida entre 900 y 1800 millones de años, siendo 1400 millones de años su edad más probable.

## Posible compañera estelar
Eta1 Pictoris puede formar un sistema binario con CD-49 1541B, estrella de magnitud +13,0. La separación visual entre ambas es de 11 segundos de arco.
Aunque la magnitud de este objeto es compatible con la de una compañera estelar real, su posición medida en 2005 sugiere que es una estrella de fondo mucho más alejada, que no comparte movimiento con Eta1 Pictoris.